# Hrvatski Leskovac
Hrvatski Leskovac is een plaats in de gemeente Zagreb in de Kroatische provincie Stad Zagreb. De plaats telt 2.453 inwoners (2001).